# Claudia Basrawi
Claudia Basrawi (* 7. März 1962 in Beirut, Libanon) ist eine deutsche Autorin, Übersetzerin und Schauspielerin.

## Leben
Als Tochter einer deutschen Mutter und eines irakischen Vaters wuchs Claudia Basrawi in Hannover auf. Nach dem Abitur studierte sie Arabistik und Politik in Berlin und Damaskus. In den 1990er Jahren schloss sie sich dem in Berlin und Hamburg ansässigen interdisziplinären Künstlerkollektiv Gruppe M an, mit dem sie Performances, Vorträge und psychogeografische Experimente zum Thema Stadterfahrung veranstaltete. Aus der Zusammenarbeit entstand der Roman Die Welt in der wir wohnten.
Seit 1994 arbeitet sie als freie Autorin und war auch als Herausgeberin und Übersetzerin sowie als Drehbuchautorin tätig. Ab 2004 arbeitete Claudia Basrawi auch als Theaterautorin und Schauspielerin in Kooperation mit den Sophiensälen Berlin, dem Festspielhaus Hellerau und dem Berliner Hebbel-Theater. Mit der satirischen Komödie Die Quereinsteigerinnen gab sie 2006 ihr Debüt als Kinoschauspielerin.
Im Jahr 2009 entstand in Zusammenarbeit mit dem Regisseur Samuel Schwarz und dem Musiker Ted Gaier Der Sumpf - Europa Stunde Null. 2015 inszenierte Claudia Basrawi El Dschihad am Ballhaus Naunynstraße, eine Recherche-Mission zur Untersuchung von Propaganda und Rekrutierungen im Namen des Dschihad. Eine politisch-persönliche Erkundung zwischen gestern und heute, zwischen Bagdad und Berlin.
Ab 2019 erschienen Beiträge von Claudia Basrawi mit dem Serientitel Beirut - Meeting The Saints in die tageszeitung, tazplan Berlin.

## Werk
Bücher
- Die Welt in der wir wohnten, Roman, Maas Media 2002
- Legends of Rap, Biografien, Superclub/Berlin 2007
- Mittelmeer Anämie, Roman, B-Books 2009

Beiträge, Auswahl
- Osten. In 26 Geschichten um die Welt, Reiseliteratur, Blumenbar 2003
- Gendertronics: Der Körper in der elektronischen Musik, Essays (edition suhrkamp), Suhrkamp Verlag 2005
- catwalk to history: A source book, Kunstbuch, Revolver Publishing 2011
- Intelligente Oberflächen, Essay, Klett-Cotta 2014[7]
- Trauriges, lebendiges Beirut, Essay, Klett-Kotta Jahrgang 73, 2019[8]

Übersetzungen und Herausgaben, Auswahl
- Froggie Chocolates Weihnachtsabend. Froggie Chocolates' Christmas Eve., Märchen, Verbrecher Verlag 2004
- Der Horror-Omnibus: Kurzgeschichten von William Wilkie Collins, Walter de la Mare, Montague Rhodes James, Gustav Meyrink, Robert Louis Stevenson, Anthologie, MaasMedia 2005
- Kann man im Oman einen Frauenroman schreiben?, Prosa, karawa.net 2014

## Filmografie
- Die Quereinsteigerinnen ("Like in Uruguay") (2005)
- Der Bootgott vom Seesportclub. Die 100 ME – Teil 1 (Documentary) (2006)
- Gefangener der Liebe ("Prisoner of Love") (2007)
- Waldmeister (2007)
- Ich begehre  (2007)
- Warteschleifen (2010)
- Wettbewerber  (2014)
- Weiße Ritter (2015)
- Das Milan Protokoll (2018)
- Shayne (2019)
- Die Angreifbaren (2019)

## Würdigung
- 2007: Internationale Kurzfilmtage Oberhausen, deutscher Wettbewerb
- 2007: Nominiert für den Deutschen Kurzfilmpreis
- 2008: Auszeichnung des 44. ADC Wettbewerbs in der Kategorie Bücher, Verlagsobjekte
- 2009/2010: Gefördert durch den Hauptstadtkulturfonds
- 2012: Gefördert durch den Hauptstadtkulturfonds
- 2015: Gefördert durch den Hauptstadtkulturfonds
- 2017: Recherchestipendium Darstellende Kunst - Berliner Senatsverwaltung für Kultur und Europa